# زورق مست
زورق مست نام شعری از آرتور رمبو است. رمبو این شعر ۱۰۰ خطی را در تابستان ۱۸۷۱، وقتی که هفده سال داشت تصنیف کرد و در نامه‌ای برای پل ورلن فرستاد.

## نگارخانه

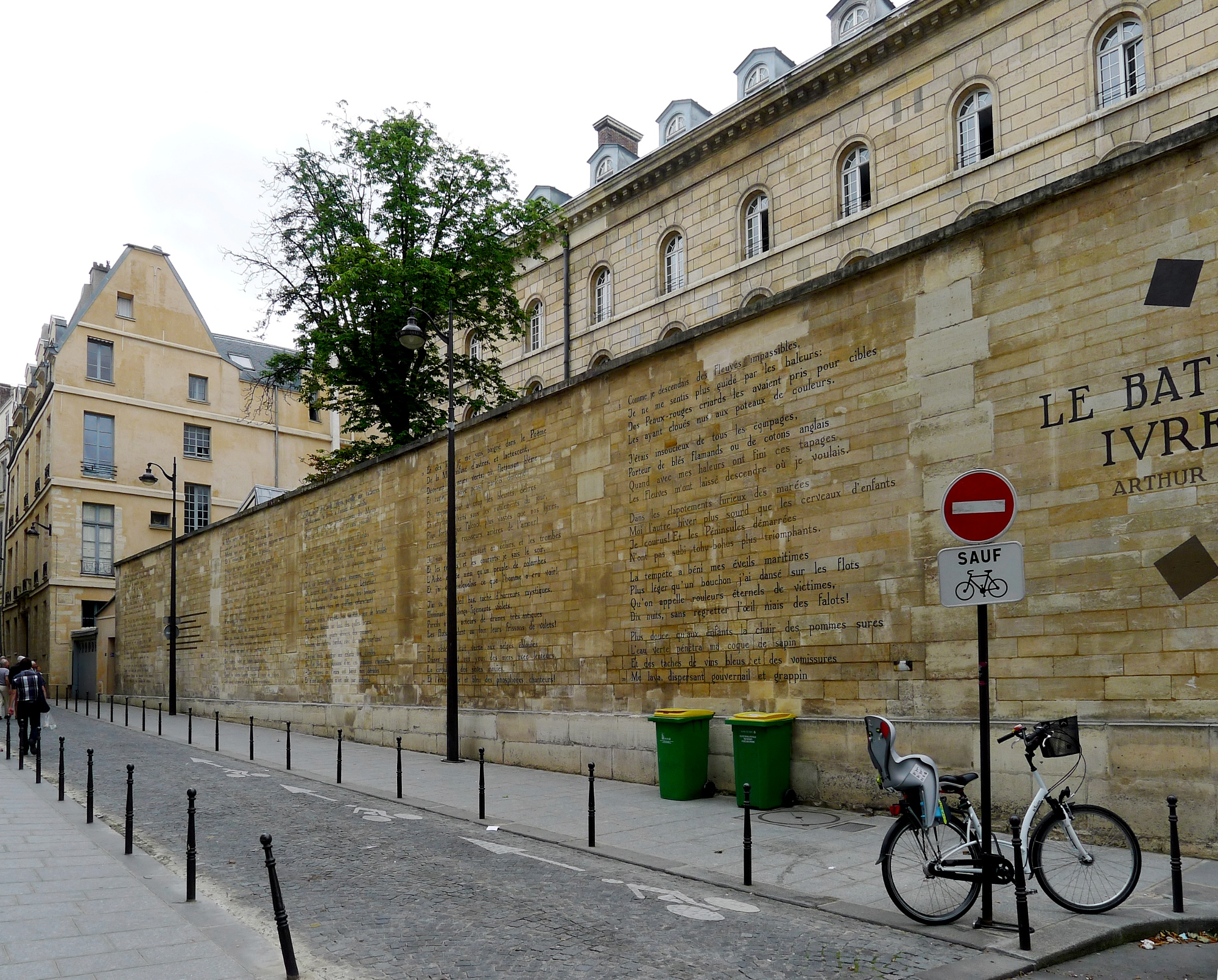
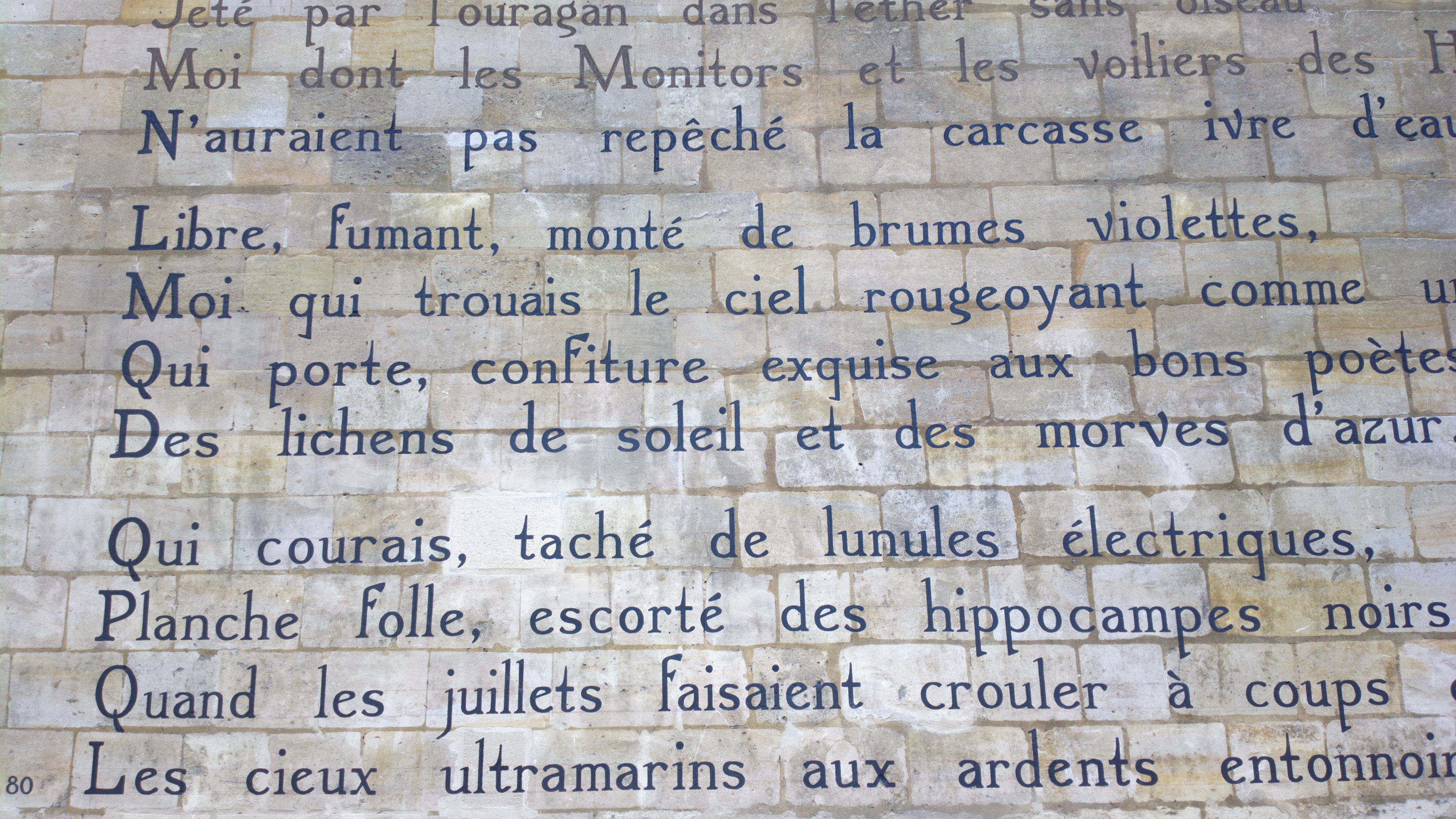
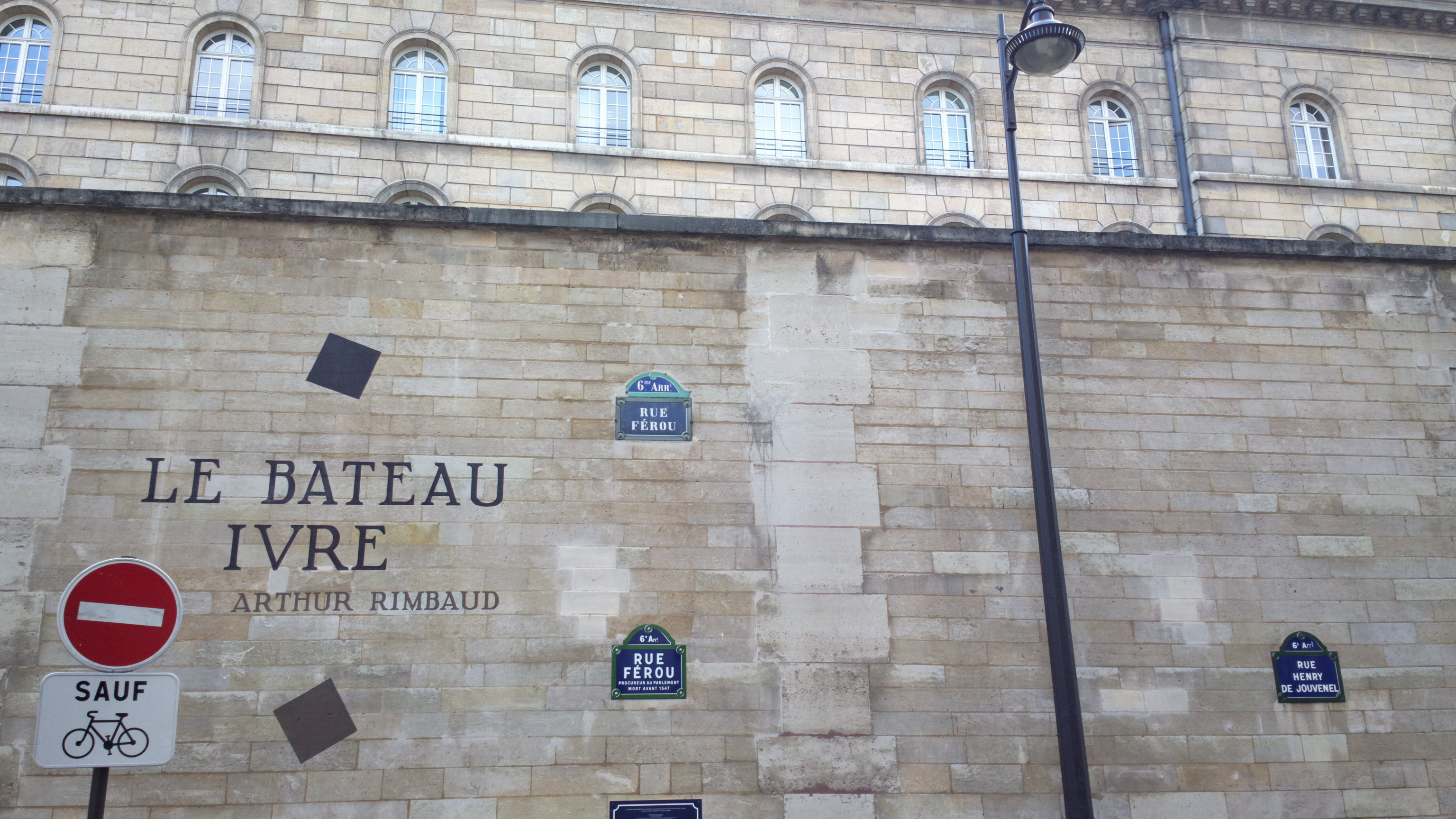
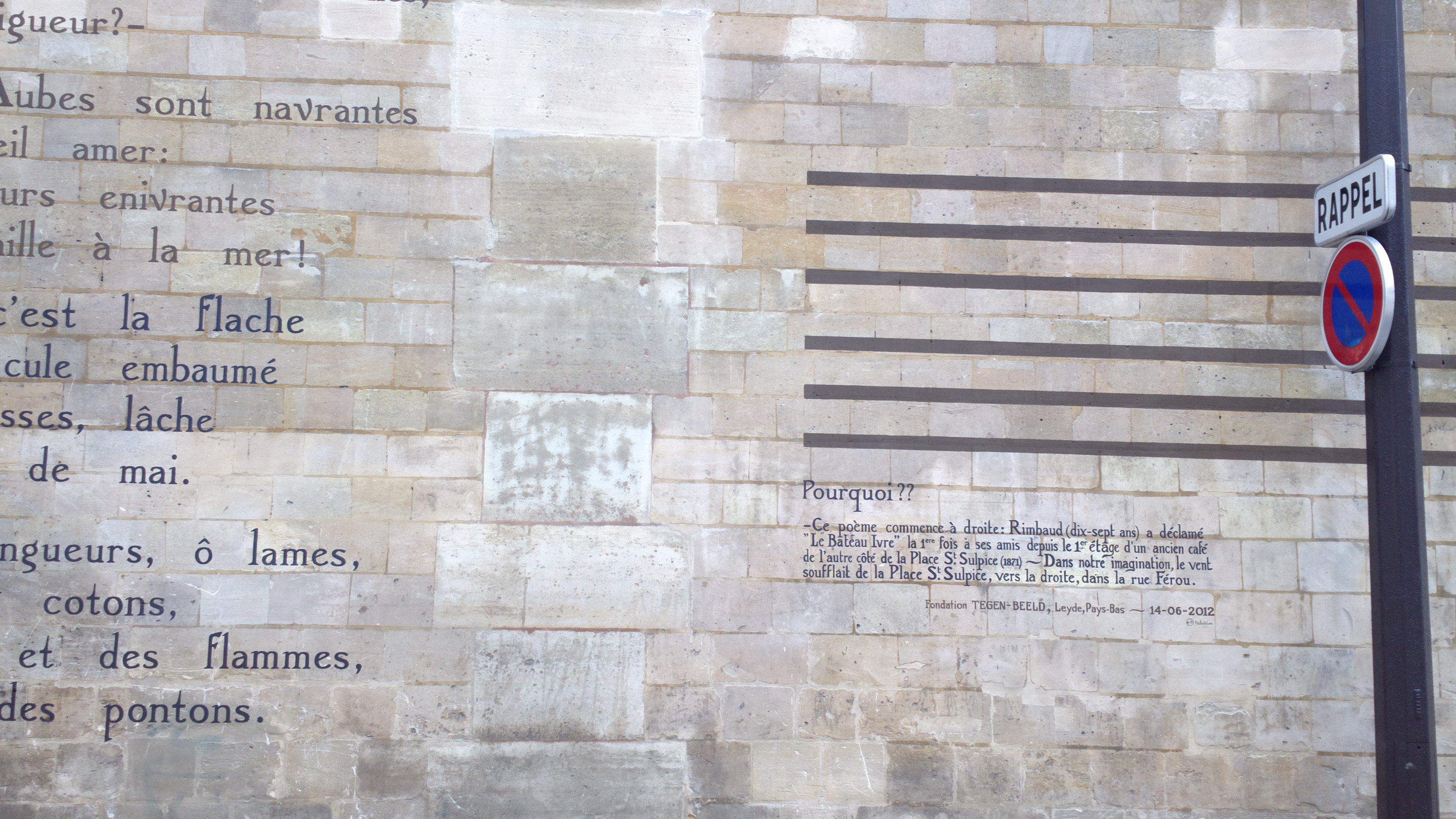